# Ingeniería genética humana
La ingeniería genética humana es la manipulación, alteración, eliminación o inserción de genes en un ser humano mediante las diversas técnicas de ingeniería genética. Las modificaciones en el genoma humano pueden hacerse ya sea para propósitos que pudieran considerarse positivos como el tratamiento y la prevención de enfermedades, o bien para objetivos de ética cuestionable como mejorar el rendimiento deportivo de los atletas mediante el dopaje genético, modificar la apariencia física de las personas, crear «bebés de diseño» o para alcanzar el perfeccionamiento humano. Cabe destacar que en varios países, algunas de estas prácticas pueden estar reguladas o incluso llegar a ser sancionadas. Esto se debe a que en general, aún no se dispone de los suficientes conocimientos sobre genética humana que hagan posible llevar a cabo modificaciones en el ADN de manera segura, además de que estas prácticas plantearían muchos dilemas éticos sobre su aplicación y uso responsable.

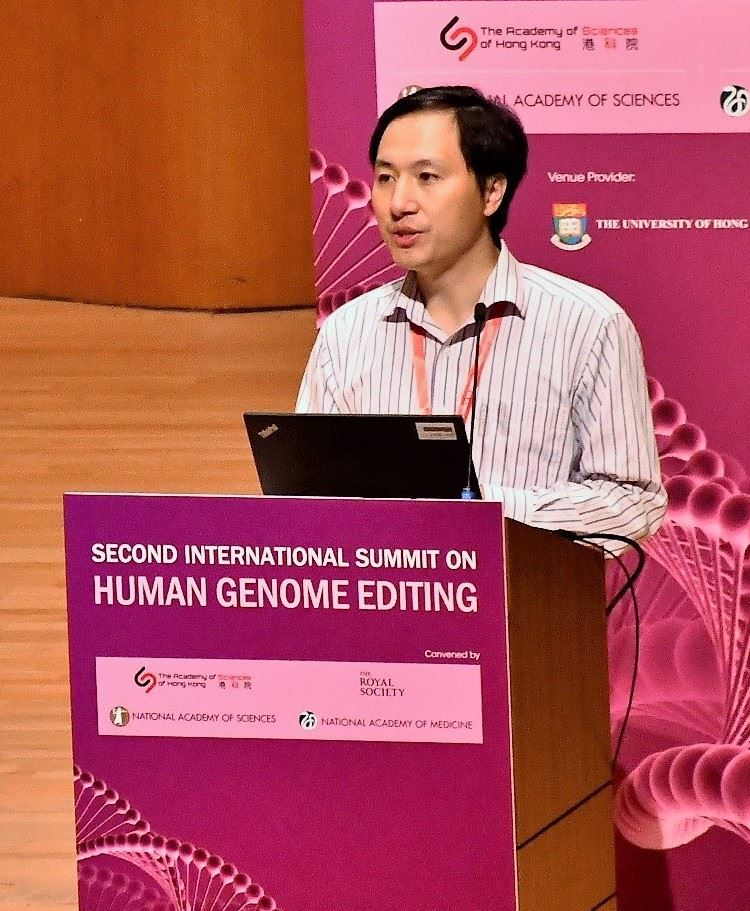
El científico He Jiankui suscitó la controversia sobre las primeras bebés humanas genéticamente modificadas en la Segunda Cumbre Internacional Sobre Edición del Genoma Humano.

En la actualidad, una de las ramas más estudiadas y prometedoras de esta ingeniería y también parte de la medicina genética conocida como terapia génica promete curar enfermedades genéticas como la fibrosis quística o el cáncer, corregir mutaciones puntuales en el ADN como la causante de la anemia falciforme e incrementar la resistencia 
inmunológica de las personas a las enfermedades infecciosas, así como en algún momento llegar a ser capaces de regenerar tejidos y órganos completos. Por otro lado, se especula por parte de los partidarios de la eugenesia humana y el transhumanismo que la ingeniería genética podría 
además ser utilizada para aumentar las facultades mentales como la memoria y la inteligencia, mejorar la condición física, la apariencia, el metabolismo, o para dominar y controlar la biología humana con miras a la prolongación de la vida, a mejorar la adaptación de los humanos a otros ambientes para la colonización del espacio y hasta aplicaciones que pudieran tener consecuencias negativas como dotarlos de superpoderes para crear supersoldados, aunque por ahora estos usos se limitan a la ciencia ficción y son muy debatidos en el campo de la bioética.

## Historia
Los primeros ensayos de terapia génica en seres humanos se iniciaron en 1990 en pacientes con Inmunodeficiencia Combinada Severa (SCID por sus siglas en inglés). En el 2000, el primer "éxito" de la terapia génica resultó en pacientes SCID con un sistema inmune funcional. Estos ensayos fueron detenidos cuando se descubrió que dos de cada diez pacientes en un ensayo habían desarrollado leucemia derivada de la inserción del retrovirus vector cerca de un oncogén. En 2007, cuatro de los diez pacientes habían desarrollado leucemia. El trabajo se está centrando ahora en corregir el gen sin activar un oncogén.
Los tratamientos para SCID han sido la única terapia génica exitosa; desde 1999, la terapia génica ha restaurado el sistema inmunológico de por lo menos 17 niños con dos formas de la enfermedad (ADA-SCID y X-SCID). Sin embargo, en ese mismo año Jesse Gelsinger fue la primera persona reportada públicamente en morir por ensayos clínicos de terapia génica. Gelsinger padecía de deficiencia de ornitina carbamil transferasa, una enfermedad hereditaria que a menudo resulta fatal por la acumulación de amonio en la sangre (hiperamonemia). La terapia desencadenó una respuesta inmune masiva a causa de la administración de un vector adenoviral como parte del tratamiento, resultando en la muerte del paciente.
En 2018 el científico chino He Jiankui se vio envuelto en una polémica internacional tras haber hecho público que editó el genoma de dos mellizas nombradas con los seudónimos de Lulu y Nana mediante la técnica CRISPR/Cas para hacerlas inmunes al VIH/sida, afirmando haberlas convertido en los primeros seres humanos genéticamente modificados. La controversia sobre Lulu y Nana finalizó cuando las autoridades chinas sentenciaron a He Jiankui a 3 años de prisión, una multa de 3 millones de yuanes y la suspensión de por vida del ejercicio de su profesión.
La ingeniería genética en humanos se está utilizando ya en pequeña escala para que las mujeres con defectos genéticos en sus mitocondrias puedan tener hijos mediante una técnica denominada terapia de reemplazo mitocondrial.
Se utilizan óvulos humanos saludables de una segunda madre. El niño concebido de esta manera tiene la información genética de dos madres y un padre. Las modificaciones hechas son cambios en la línea germinal por lo que probablemente se transmitirán de generación en generación, y por tanto, son un cambio permanente en el genoma humano.
Otras formas más avanzadas de ingeniería genética humana siguen siendo teóricas. La investigación de ADN recombinante se realiza generalmente para estudiar la expresión génica y varias enfermedades humanas. Algunas demostraciones drásticas de modificación genética se han hecho con ratones de laboratorio y otros animales, sin embargo, las pruebas en seres humanos generalmente se consideran fuera de los límites éticos. En algunos casos los cambios son causados generalmente por la extracción de material genético de un organismo y su traslado a otras especies.

## Métodos

### Somático
La ingeniería genética somática implica la adición de genes a células que no sean óvulos o espermatozoides. Por ejemplo, si una persona tiene una enfermedad causada por un gen defectuoso, un gen sano se podría agregar a las células afectadas para tratar el trastorno. A partir de entonces, es probable que tome la forma de terapia génica. La característica distintiva de la ingeniería somática es que no es hereditaria, es decir, el nuevo gen no sería trasladado a la descendencia del beneficiado.
Hay dos técnicas con la que los investigadores están experimentando:
- Los virus son buenos para inyectar su carga de ADN en las células humanas y reproducirla. Al añadir el ADN deseado en el ADN del virus no patógeno, una pequeña cantidad de virus reproducen el ADN deseado y lo extienden por todo el cuerpo.
- La fabricación de grandes cantidades de ADN, y empaquetarlo de alguna manera para inducir a las células diana a aceptarlo, ya sea como adición a uno de los primeros 23 cromosomas, o como un cromosoma artificial humano 24 independiente.

### Línea germinal
La ingeniería de línea germinal implica cambiar los genes en óvulos, espermatozoides o embriones muy tempranos. Este tipo de ingeniería es hereditaria, lo que significa que los genes modificados aparecerían no solo en cualquier niño que resulte del procedimiento, sino en todas las generaciones sucesivas. La ingeniería de línea germinal es controvertida debido a la capacidad de cambiar la naturaleza misma de la humanidad en formas fundamentales de acuerdo simplemente a los valores personales de los individuos sometidos o realizando el cambio en sus hijos. La ingeniería genética en seres humanos ha sido mal recibida por toda la comunidad científica debido a la negativa historia de la eugenesia a principios y mediados del siglo XX. Se utiliza en muchos hospitales actuales.

## Usos
Existen dos tipos de ingeniería genética humana, la negativa y la positiva. La primera pretende eliminar los trastornos genéticos y la segunda parte se  tiene por objeto alterar la expresión fenotípica para obtener un 
individuo mejorado.

### Ingeniería genética negativa (curas y tratamientos)
Cuando se tratan problemas que se originan por enfermedades genéticas, una solución es la terapia génica, también conocida como ingeniería genética negativa. Una enfermedad genética es una condición causada por el código genético del individuo como la espina bífida y el autismo.
Cuando esto sucede, los genes pueden expresarse de manera desfavorables o no expresarse en absoluto, y esto generalmente conduce a más complicaciones.
La idea de la terapia génica es que un virus no patógeno u otro sistema de entrega pueda ser usado para insertar en el ADN una copia del gen sano dentro de las células del individuo vivo. Las células modificadas se dividirían como las normales y cada división produciría células con el rasgo deseado. El resultado sería que él o ella tendrían la capacidad de expresar el rasgo que anteriormente estaba ausente, o al menos parcialmente. Esta forma de ingeniería genética podría ayudar a aliviar muchos problemas, como la diabetes, la fibrosis quística y otras enfermedades genéticas.

### Ingeniería genética positiva (mejoras)
El potencial de la ingeniería genética de curar afecciones médicas abre la pregunta de qué es exactamente una afección. Algunos ven el envejecimiento y la muerte como afecciones médicas y por tanto potenciales objetivos a encontrar solución con la ingeniería. Ellos ven potencialmente a la ingeniería genética humana como una herramienta clave para esto (ver Prolongación de la vida). La diferencia entre una cura y una mejora desde esta perspectiva no es más que una cuestión de grado.  Si un gen existe en la naturaleza, podría ser integrado en una célula humana. Desde este punto de vista, no hay diferencia cualitativa (solo cuantitativa) entre, por ejemplo, una intervención genética para curar la atrofia muscular y una intervención genética para mejorar las funciones musculares, incluso cuando esos músculos están funcionando en o alrededor de la media humana (ya que también hay una media de función muscular para aquellos con un particular tipo de distrofia, que el tratamiento podría mejorar). La tecnología para hacer estos tratamientos posibles y seguros ya están en desarrollo y serán posibles en pocos años.

## En la cultura popular y ciencia ficción
- Maximum Ride (serie de novelas) de James Patterson: Los protagonistas son seis niños que fueron inyectados con ADN de pájaro mientras estaban en el útero materno.
- Gundam Seed (anime): Situado en un mundo en el que seres humanos modificados genéticamente, llamados «Coordinadores», han condenado al ostracismo y aislamiento a los humanos no modificado, denominados «Naturales». Debido a las diferencias extremas de las habilidades mentales y físicas entre los dos grupos, han surgido problemas raciales, económicos y políticos, culminando en guerra. Gundam Seed trata asuntos como la animosidad provocada por los celos de los Naturales hacia las habilidades de los Coordinadores, ambos grupos mirando al otro como formas de vida inferior, y el surgimiento de facciones genocida en ambos lados. La serie explora estas cuestiones sobre todo desde el punto de vista de un Coordinador protagonista que se encuentra luchando del lado de los Naturales, así como su amigo de la infancia que se ha convertido en un miembro de la milicia Coordinadora, ofreciendo una perspectiva de ambos lados del conflicto.
- Trigun (anime): Dos hermanos genéticamente mejorados pelean uno contra otro para salvar o destruir una colonia de humanos en un nuevo planeta. Uno de los hermanos ve a los humanos como inferiores y quiere eliminarlos, mientras el otro los ve como iguales y quiere salvarlos.
- Beauty and the Beast (serie): Cogen a soldados del ejército estadounidense y les modifican su ADN introduciéndoles propiedades propios de animales, como una mejor visión, mayor velocidad, fuerza, oído... Para hacer un ejército de "superhombres" El experimento salió mal y obtuvieron como resultado medio hombres medio bestias que en la mayoría de los casos no podían controlar sus instintos animales.
- Gattaca (película): Presenta la visión biopunk de una sociedad conducida por la nueva eugenesia. Los hijos de las clases media y alta son seleccionados mediante diagnóstico genético preimplantacional para asegurar que posean las mejores características hereditarias de sus padres.
- Oryx y Crake (novela) de Margaret Atwood: Historia apocalíptica pseudodistópica, en la que uno de los puntos principales del argumento implica la ingeniería genética de un nuevo tipo de transhumanismo y la destrucción patológica del Homo sapiens.
- BioShock (videojuego): Los enemigos principales que el jugador encuentra en el transcurso del juego son conocidos como splicers, llamados así por su manipulación genética (splicing). En el juego, un componente llamado ADAM es responsable de la manipulación genética. El compuesto es extraído de una especie de babosa marina, y actúa como una forma de cáncer aparentemente benigna, destruyendo tu corazón con su rechaso
- Old Man's War(en) (novela) de John Scalzi: Para crear un ejército de soldados capaces de defender a la raza humana de hordas interminables de alienígenas, las Fuerzas de Defensa Coloniales toman reclutas de 75 años y les dan nuevos y jóvenes cuerpos capaces de proezas sobrehumanas.
- Batman del futuro (serie animada): En el episodio llamado Splicers y haciendo apariciones posteriores en la serie, se presenta una nueva moda de empalme (splicing) de genes de animales con propósitos cosméticos y de mejoramiento. Cuando las investigaciones revelan que el empalme incrementa la agresividad de los consumidores, es prohibida en Ciudad Gótica, solo encontrando lugar después en el submundo criminal. Los Splicers más notables son Woof de los Jokerz (empalmado con ADN de hiena) y Zander (empalmado con ADN de T-Rex), líder de KOBRA.
- Deus Ex (videojuego): Los protagonistas de ambos juegos en la serie están genéticamente modificados por nanoimplantes (Deus Ex) y biomods (modificaciones biológicas en Invisible War). Estas inyecciones nanobóticas alteran el genoma del huésped mejorándolo con nuevas habilidades que le ayudarán a atravesar diferentes obstáculos en el juego. Tanto los protagonistas como los antagonistas son biomodificados junto con otros personajes de apoyo y personajes neutrales.
- Prototype (videojuego): La historia se centra en una compañía de ingeniería genética llamada Gentek. Los ingenieros de Gentek modificaron un virus-quimera para hacerlo diez veces más letal, al «activar» partes previamente inactivas de un ADN concreto, y lo hicieron al punto de poder copiar a aquellos infectados hasta el nivel genético. Los nuevos seres «infectados» tienen después control completo y total sobre su estructura genética, permitiendo desarrollar la habilidad de cambiaformas instantánea. Sin embargo, el juego revela que el único ser «infectado» capaz de hacer esto es una persona ya muerta (o agonizante) cuando el virus entra en su sangre. El virus necesita entonces entrar en un estado de emergencia para sobrevivir y no morir.
- El Internado (Serie de televisión): Theodora Raüber es una experta en ingeniería genética, pero los nazis la usan para clonar e inmunizar contra todas las enfermedades.
- Sanctuary Los Cinco se inyectan sangre de sanguinis vampire para cambiar sus habilidades.
- El espectacular Hombre Araña (cómic): Peter Parker o más conocido como el Hombre Araña fue mordido por una araña genéticamente alterada, el Hombre de Arena fue genéticamente alterado para estar hecho de arena y controlarla, el Dr. Connors una vez intento utilizar el ADN de lagarto para recuperar su brazo perdido y un cazador llamado Kraven se alteró genéticamente para convertirse en un híbrido Humano-Leon.
- Orphan Black (Serie de televisión) Protagonizada por Tatiana Maslany en el rol de varias mujeres idénticas que se revelan como clones. Sarah Manning es una mujer que asume la identidad de su clon, Elizabeth Childs, después de presenciar el suicidio de la propia Elizabeth en las vías del tren. La serie plantea cuestiones sobre las implicaciones morales y éticas de la clonación humana y lo que esto supone en cuanto a la identidad.
- Halo (videojuego): Se centra en la sobrepoblacion humana en la tierra y muestra la alteración genética de algunos soldados para enfrentarse a la raza alienígena que es más fuerte que la raza humana, esto los hace más fuertes y rápidos.